# Cerynea
Cerynea is een geslacht van vlinders van de familie spinneruilen (Erebidae), uit de onderfamilie Boletobiinae.

## Soorten
- C. acidalia Berio, 1959
- C. albivitta Hampson, 1918
- C. albocostata Berio, 1959
- C. ampafana Viette, 1976
- C. apicalis Berio, 1959
- C. argentescens Hampson, 1910
- C. bicolor Berio, 1959
- C. brunnea Leech, 1900
- C. cadoreli Viette, 1976
- C. contentaria Walker, 1861
- C. digonia Hampson, 1914
- C. discontenta Galsworthy, 1998
- C. disjunctaria Walker, 1861
- C. endotrichalis Hampson, 1910
- C. falcigera Berio, 1959
- C. fissilinea Hampson, 1910
- C. flavibasalis Hampson, 1910
- C. flavicostata (Holland, 1894)
- C. hesuensis (Wiltshire, 1983)
- C. homala Prout, 1925
- C. ignealis Hampson, 1910
- C. ignetincta Berio, 1959
- C. igniaria Hampson, 1898
- C. jaeckhi Viette, 1988
- C. limbobrunnea Fletcher D. S., 1961
- C. minuta Berio, 1959
- C. nigrapicata Berio, 1959
- C. nigropuncta Fletcher D. S., 1961
- C. oblops Viette, 1962

- C. ochreana Bethune-Baker, 1908
- C. omphisalis Walker, 1859
- C. ovata Berio, 1977
- C. pallens Hampson, 1918
- C. perrubra Hampson, 1910
- C. pilipalpus Hulstaert, 1924
- C. porphyrea Hampson, 1910
- C. pseudovinosa Berio, 1959
- C. punctulata Berio, 1959
- C. rubra Swinhoe, 1905
- C. sepiata Warren, 1913
- C. sumatrana Swinhoe, 1918
- C. tetramelanosticta Berio, 1954
- C. thermesialis (Walker, 1866)
- C. trichobasis Hampson, 1910
- C. trogobasis Hampson, 1910
- C. tsaratanana Viette, 1988
- C. ustula Hampson, 1897
- C. veterata Viette, 1962
- C. vinosa Berio, 1959
- C. virescens Hampson, 1910